# هانس فاغنر
هانس فاغنر (بالألمانية: Hans Wagner)‏ هو ضابط شرطة ألماني، ولد في 11 مارس 1896 في ساربروكن في ألمانيا، وتوفي في 13 مايو 1967 في أولم في ألمانيا.